# Chromios (Sohn des Neleus)
Chromios (altgriechisch Χρόμιος Chrómios) ist eine Person der griechischen Mythologie.
Er ist in Homers Odyssee der Sohn des Neleus und der Chloris und Bruder des Nestor. In der Ilias wird er als Genosse und Unteranführer des Nestor genannt.

## Nachweise
1. ↑  Homer, Odyssee 11,286
2. ↑  Scholion zu Apollonios von Rhodos 1,152 ff.
3. ↑  Homer, Ilias 4,295